# Überstrich
Der Begriff Überstrich bezeichnet die Unicode-Schriftzeichen U+203E (englisch overline) sowie U+0305 (combining overline, englisch für „kombinierender Überstrich“). Die grafische Auszeichnung eines oder mehrerer Wörter mit einer durchgehenden Linie oberhalb der Schriftzeichen wird auch als Überstreichung bezeichnet. Je nachdem, in welchem Kontext der Überstrich verwendet wird, hat er eine andere Bedeutung.
Umgangssprachlich wird der Überstrich auch „Oberstrich“ genannt. Diese Bezeichnung ist mehrdeutig und meint klassischerweise den Apostroph.

## Verfügbare Zeichen
In mehreren Zeichensätzen der Normenfamilie ISO 8859 und davon abgeleitet auch im Unicode-Standard existiert ein Zeichen U+00AF (175dec), das gleichermaßen als Überstrich wie auch als Makron verwendbar ist. In der unter MS-DOS verbreiteten Codepage 850 ist dieses Zeichen auf der Position 238dec zu finden.
Der Überstrich wird unter anderem deshalb häufig falsch als „Makron“ bezeichnet, sollte jedoch nicht mit den anderen Unicode-Zeichen dieses Namens verwechselt werden. Die Schriftzeichen an den Kodepunkten U+02C9 (modifier letter macron) sowie U+0304 (combining macron) sind deutlich kürzer als ihre mit overline benannten Gegenstücke.
Die mit combining bezeichneten Symbole verschmelzen mit dem vorangehenden Buchstaben (Beispiel: 0,1̅), wogegen die Codepunkte U+00AF und U+203E (overline) immer als eigenständige Zeichen fungieren (Beispiel: 0,1¯ bzw. 0,1‾).

## Verwendung
In der Mathematik wird der Überstrich oft benutzt, um die Periodizität einer Zahl anzuzeigen. Da es nicht immer möglich ist, die Zahl so zu formatieren, dass sich der Überstrich über einer bestimmten Ziffer befindet (also 3,3), wird er oft so benutzt: 3, 3 (lies: 3 Periode 3) für 3,333333333333… oder 3,12 34 für 3,123434343434… (d. h. die Ziffern, die hinter dem Überstrich stehen, werden periodisch wiederholt). Der Überstrich zeigt an, dass der periodische Teil der Zahl hinter ihm steht.
Außerdem wird die komplex konjugierte Zahl {\displaystyle {\bar {z}}} mit dem Überstrich dargestellt.
In der Booleschen Algebra wird der Operator NICHT (Negation) oft als Überstrich dargestellt, z. B.: {\displaystyle {\overline {WAHR}}} (die Negation von wahr ist nicht wahr bzw. falsch)
Auch in Elektronik-Dokumenten und bei der Kennzeichnung statistischer Mittelwerte (zum Beispiel {\displaystyle {\bar {x}}}) findet der Überstrich Anwendung.

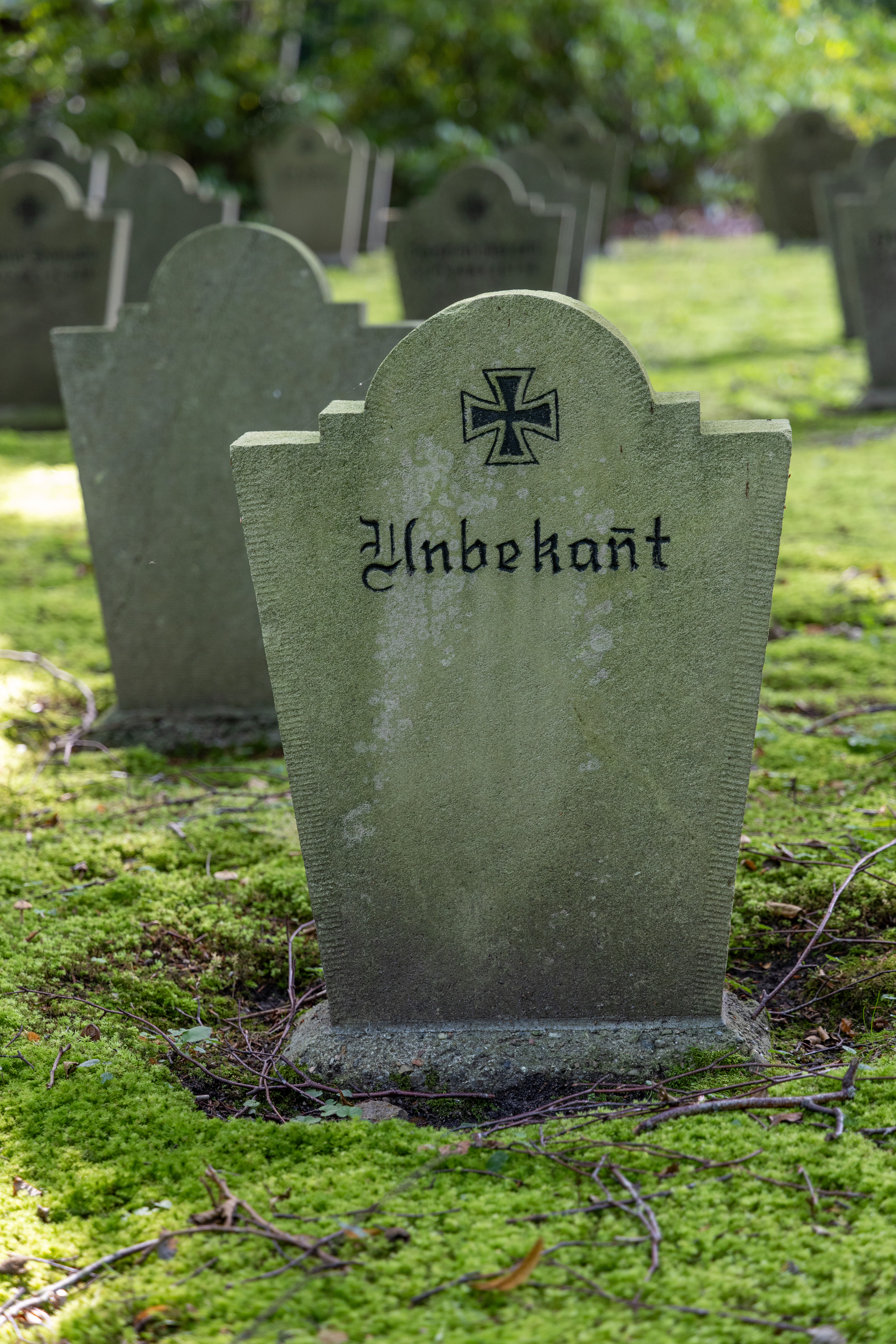
Doppeltes Fraktur-n auf einem Grabstein

Früher wurde der Überstrich auch in Textdokumenten verwendet, um eine Buchstabenverdoppelung anzuzeigen. Der Zweck war, Platz zu sparen. Besonders häufig war daher die Verwendung über dem besonders breiten "m", was in den grafisch monotonen Schriften Fraktur und Kurrent auch die Lesbarkeit verbesserte. Über dem Kurrent-"u" war ein Häkchen zu schreiben, was manche Schreiber mitunter als einfachen Überstrich in die Latein-Schrift übernahmen.
Die Abkürzung "No." für (lat. numero) Nummer, insbesondere Hausnummer, wurde früher mitunter noch kürzer mit Überstrich statt Punkt "Nō" geschrieben.
Im wirtschaftlichen Kontext drückt der Überstrich mitunter aus, dass ein Betrag als fixiert gilt (z. B. in, S. 241).

## Erzeugung in Textsoftware
- In HTML-Dokumenten können die Schriftzeichen mit &oline;, &#xAF; (dezimal &#175;) und &#x305; (&#773;) erzeugt werden.
- In TeX kann mit \overline{ABC} überstrichen werden, wobei Leerzeichen als „\ “ und Umlaute als „\ddot a“ zu schreiben sind. Daneben gibt es noch \bar x oder \bar{x}, das jedoch einen Überstrich fester Länge von etwas schmaler als einem Halbgeviert verwendet.
- In Microsoft Windows lässt sich das Zeichen programmübergreifend mit der Tastenfolge Alt+0175 einfügen.
- In LibreOffice lässt sich ein einzelnes Zeichen durch Drücken von StrgShiftu+0305 nach dem Eingeben des Zeichens überstreichen.

Längere überstrichene Texte wie zum Beispiel in 0,123 können in manchen Textverarbeitungen auch als Schriftauszeichnung als Sonderform der Unterstreichung erzeugt werden. In HTML-Dokumenten kann eine Stylesheet-Anweisung wie zum Beispiel in 0,<span style="text-decoration: overline;">123</span> angewandt werden.